# Maison de la Consommation et de l'Environnement

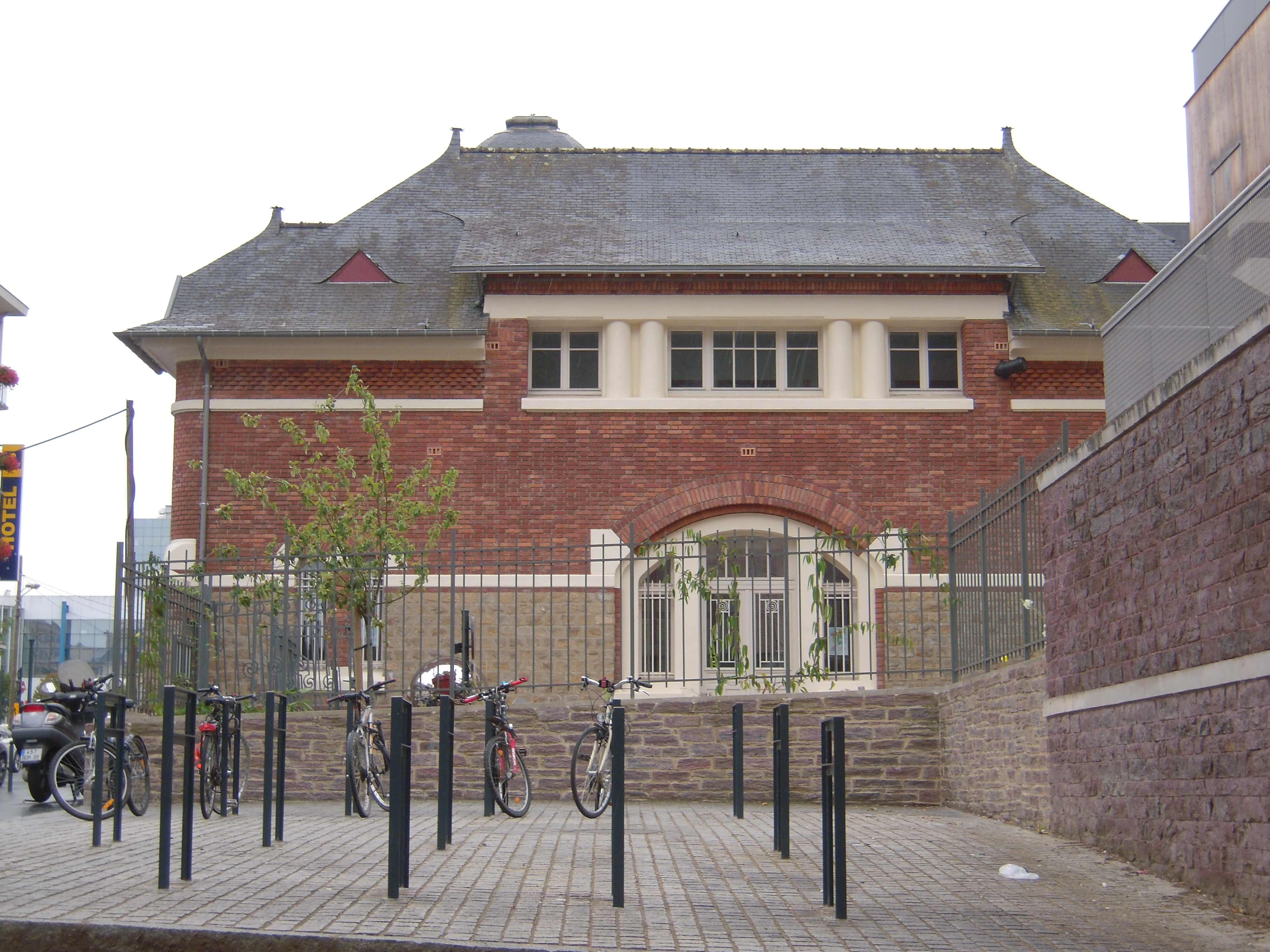
Façade nord de la Maison de la Consommation et de l'Environnement (MCE)

La Maison de la Consommation et de l'Environnement est un établissement accueillant 29 associations de défense de la consommation et de l'environnement, intervenant sur Rennes Métropole. Elle a été fondée en 1983.

## Historique
Elle a été créée en 1983, au 48 boulevard Magenta à Rennes pour « que les associations rennaises de consommateurs et de défense de l'environnement puissent développer leurs actions, ».

## Actions

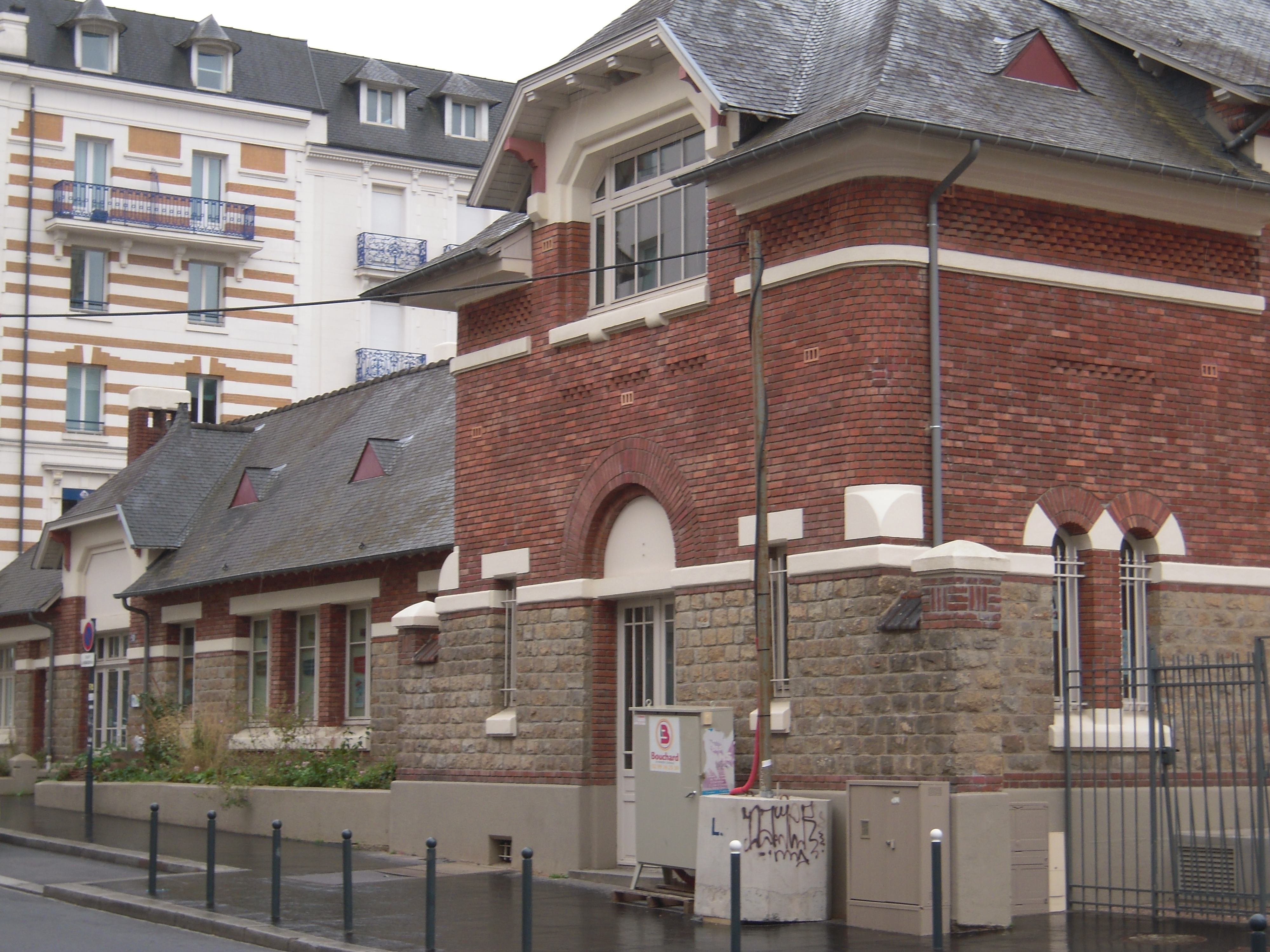
Un bâtiment d'Emmanuel Le Ray

La MCE a mis en place plusieurs programmes, dont :
- L'opération Ambassad'Air[3], visant à la mesure citoyenne de la qualité de l'air à Rennes
- Un programme et une charte "Jardiner au naturel"[4]
- Un programme Santé-Environnement (conférences)[5]
- Un programme sur l'eau (exposition, conférences)[6]
- Un inventaire des arbres remarquables de Bretagne[7] après avoir édité en 1997 un ouvrage sur les arbres remarquables d'Ille-et-Vilaine[8]. La MCE a réalisé une exposition sur les arbres remarquables de Bretagne en 2014[9].
- Mise en place d'une Green map (en) sur Rennes Métropole[10], trophée du développement durable de Bretagne 2011[11]
- L'animation du collectif sur les OGM [12]

La MCE édite des livrets et accueille un centre de ressource, ouvert à tout public.

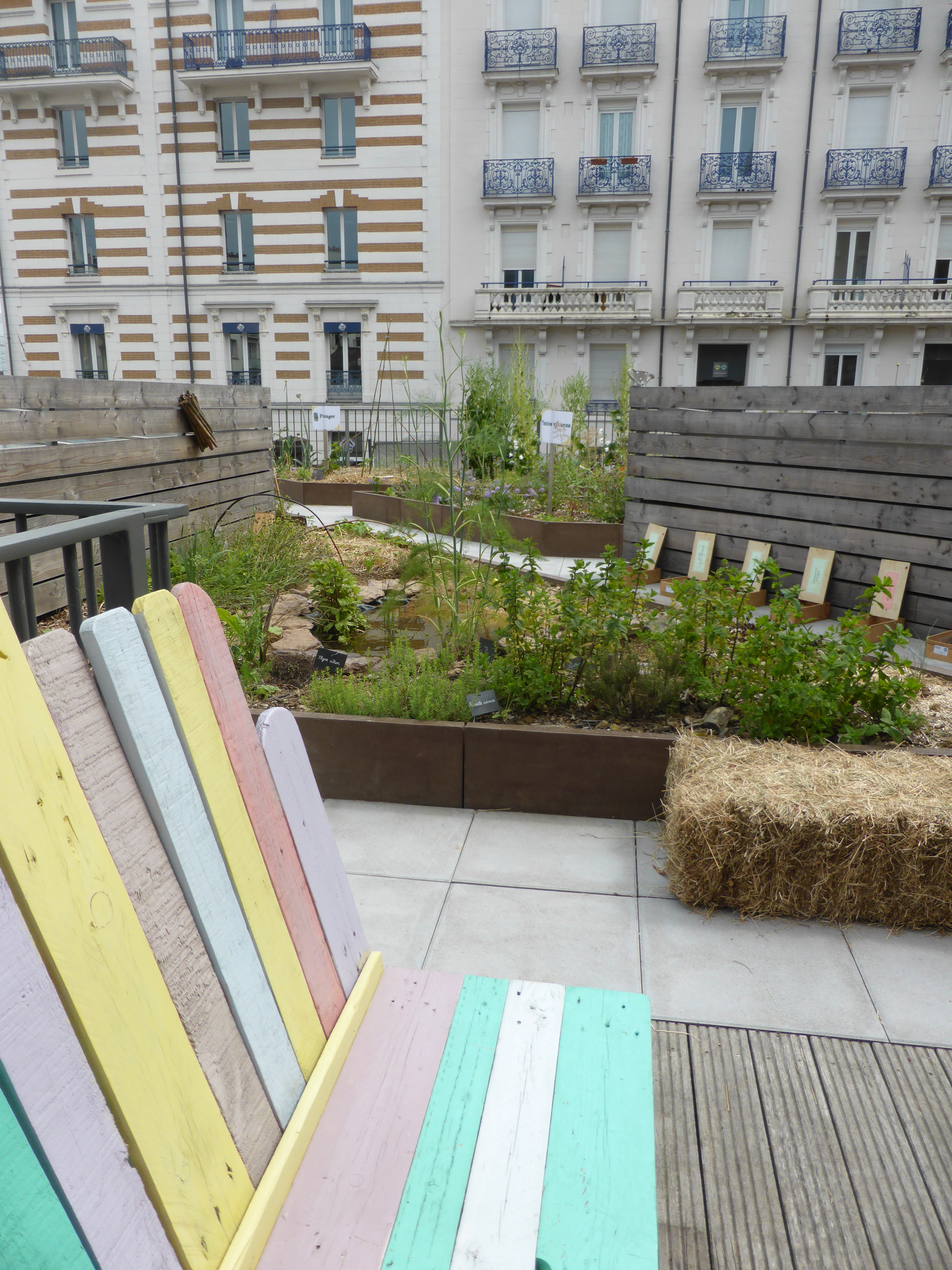
Le jardin sur le toit de la Mce
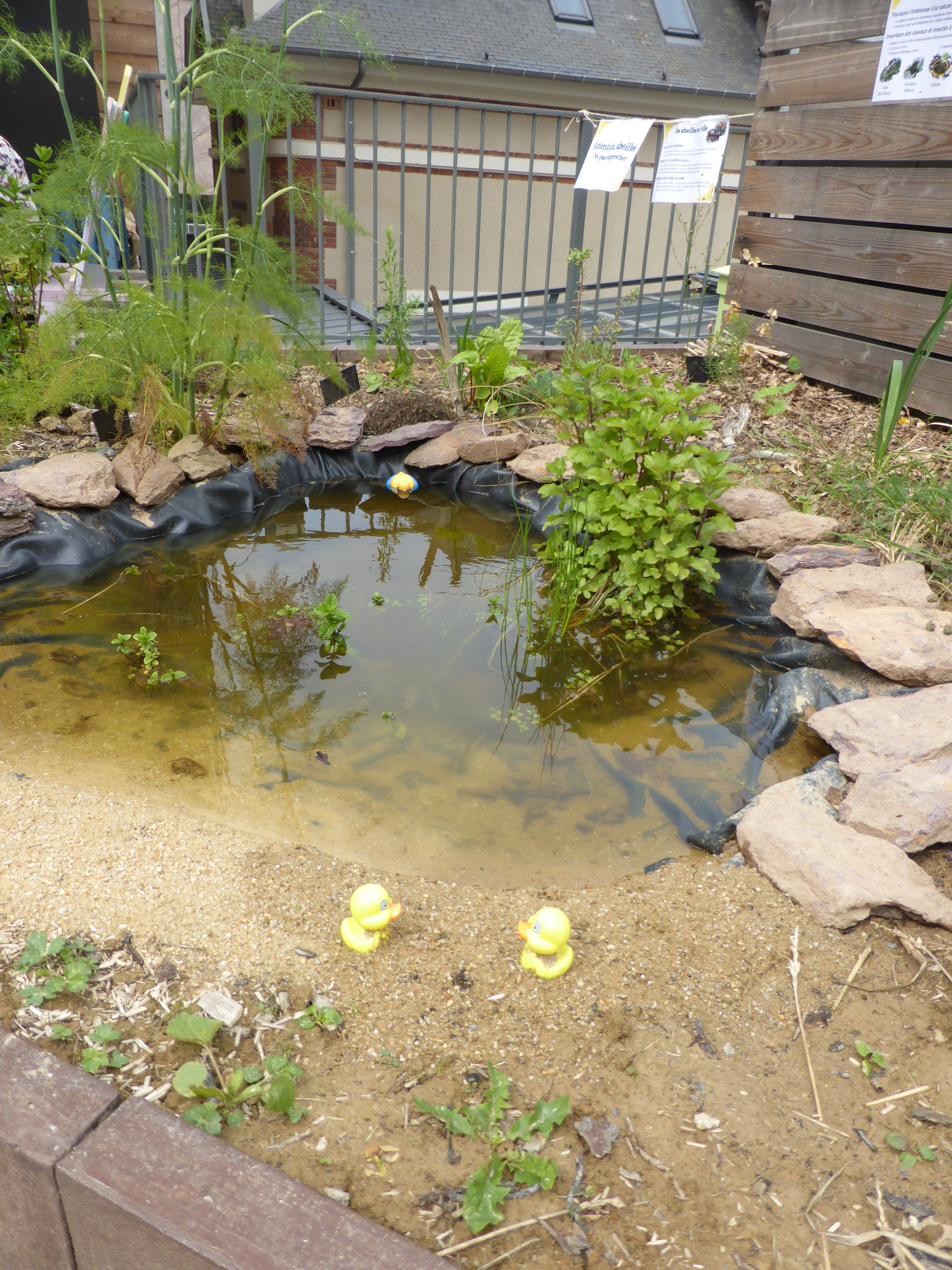
Mare dans le jardin de la Mce
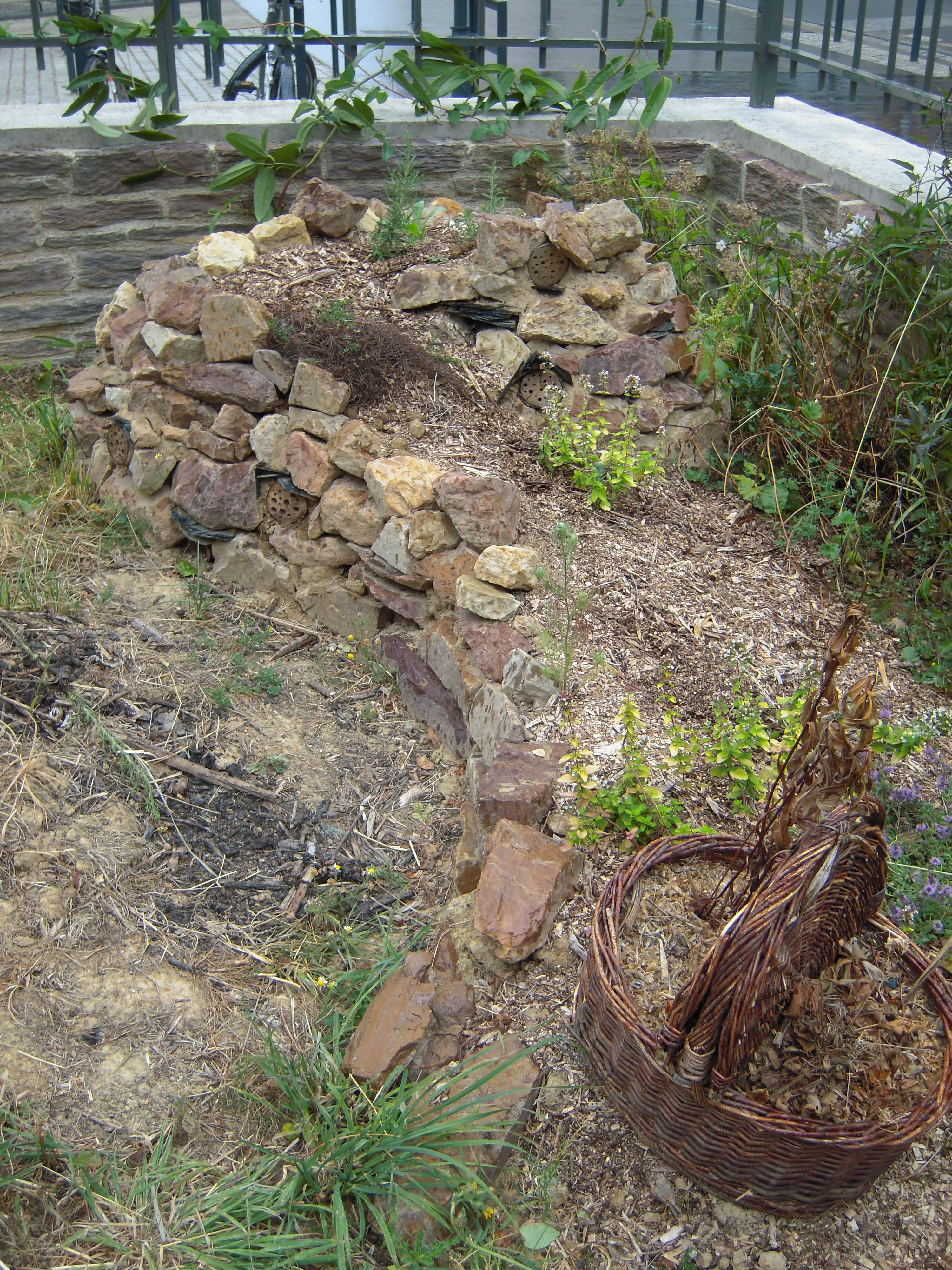
Spirale à insectes devant la Mce

## Associations membres
La MCE accueille
- 11 associations de défense de l'environnement
  - Bretagne vivante
  - Eau et rivières de Bretagne
  - Empreinte
  - Fédération Ille-et-Vilaine Nature Environnement (IVINE), affiliée à France Nature Environnement
  - Greenpeace
  - Gretia
  - Ligue pour la protection des oiseaux
  - Rayons d'action
  - Réseau Sortir du nucléaire
  - Vert le jardin

- 11 associations de défense des consommateurs
  - Association conseil, défense des consommateurs et du logement
  - Association de défense d'éducation et d'information du consommateur
  - Association Force ouvrière des consommateurs
  - Association Léo Lagrange pour la Défense des Consommateurs
  - Confédération générale du logement et de la consommation
  - Confédération nationale du logement
  - Consommation logement cadre de vie
  - Familles Rurales
  - Gulliver
  - Indecosa CGT
  - Udaf

## Bâtiment
Conçu par l'architecte Emmanuel Le Ray, le bâtiment a été rénové courant 2013 pour devenir un bâtiment écologique,.